# 鳥居清忠 (2代目)
二代目 鳥居清忠（にだいめ とりい きよただ、生年不明 - 嘉永3年3月3日〈1850年4月14日〉）は、江戸時代の浮世絵師。

## 来歴
鳥居清長の門人。本姓は山口、俗称喜右衛門。江戸住吉町（現在の日本橋人形町二〜三丁目）で三礼湯屋という薬屋を営んでいたが、家業を息子の亀次（三代目鳥居清忠）に譲り二代目清忠を名乗った。作画期は文化から文政のころにかけてで、芝居関係の仕事に従事したが大成しなかったという。作は美人画が知られ、「桜下太夫図」には画風に喜多川歌麿の影響がうかがえる。墓所は東京都台東区谷中の玉林寺、法名は松山齢寿信士。

## 作品
- 「桜下太夫図」 絹本着色 板橋区立美術館所蔵　※「鳥居清忠画」の落款、「鳥居」の白文方印と「清忠」の朱文方印あり。この絵の花魁は扇散らしの衣装を着ていることなどから、これは吉原の遊廓扇屋にいた花扇（五代目）であろうといわれている。
- 「松風村雨図」 紙本着色 日本浮世絵博物館所蔵
- 「源三位頼政の鵺退治図」 絵馬1面 春日神社（長柄町）所蔵 文化12年（1815年）、長柄町指定文化財